# Gardiner Greene Hubbard
Gardiner Greene Hubbard (Boston (Massachusetts), 25 août 1822-New York, 11 décembre 1897) est un avocat, homme d'affaires et philanthrope américain.
Fondateur et premier président de la National Geographic Society, il est l'un des fondateurs et premier président de la Bell Telephone Company qui devient l'American Telephone & Telegraph, plus grand opérateur de télécommunications du monde.
Une de ses filles, Mabel Gardiner Hubbard, devient la femme d'Alexander Graham Bell.

## Biographie
Fils de Samuel Hubbard (2 juin 1785-24 décembre 1847), juge à la cour-suprême du Massachusetts et de Mary Greene (19 avril 1790-10 juin 1827), il est le petit-fils de Gardiner Greene (1753-1832), homme d'affaires de Boston, et un descendant de l'explorateur Lion Gardiner (en) (1599-1663).
Il fait ses études à la Phillips Academy et est diplômé de Dartmouth College en 1841. Il étudie ensuite le droit à Harvard puis est admis au barreau en 1843. Il exerce alors à Cambridge puis rejoint un cabinet d'avocats à Boston où il travaille jusqu'en 1873 avant de s’installer à Washington. À Cambridge, il participe à l'établissement d'un réseau d'aqueduc et est le fondateur de la Cambridge Gas Co.
Époux de Gertrude Mercer McCurdy (New York, 12 mars 1827- Washington, 20 octobre 1909), le couple a six enfants : Robert Hubbard (1847–1849), Gertrude Hubbard (1849–1886), Mabel Gardiner Hubbard (1859–1923), Roberta Hubbard (1859–1885), Grace Hubbard (1865–1948) et Marian Hubbard (1867–1869). Mabel devient sourde à cinq ans après une crise de scarlatine. Son père est alors un des fondateurs de la Clarke Schools for Hearing and Speech, la première école orale pour les sourds aux États-Unis, située à Northampton.
Après avoir plaidé pour la nationalisation du système du télégraphe, il fait pression au Congrès, à la fin des années 1860, pour faire adopter le projet de loi de lUS Postal Telegraph, connu comme projet de loi Hubbard visant à relier l'US Postal Telegraph Company à l'US Post Office, en vain.
Hubbard et son associé Thomas Sanders (dont le fils était aussi sourd), financent des expériences pour le développement du télégraphe acoustique, ce qui amène divers brevets et conduit Alexander Graham Bell à l'invention du téléphone.
Le 9 juillet 1877, il fonde et organise la Bell Telephone Company et en devient président. Sa fille Mabel, épouse Alexander Graham Bell le 11 juillet 1877.
Hubbard devient aussi le principal investisseur de la Edison Speaking Phonograph Company et, alors qu'Edison négligeait le développement du phonographe, aide Alexander Graham Bell à l'organisation d'une société concurrente (1881) développant des cylindres et des disques en carton enduits de cire à utiliser sur un graphophone. Chichester Bell (en), cousin d'Alexander et Charles Sumner Tainter, collaborant à la Volta Laboratory and Bureau, développent et perfectionnent ainsi des modèles de phonographe. Hubbard et Chichester Bell proposent à Edison de combiner leurs intérêts mais ce dernier refuse. L'association de la Volta Laboratory avec la Volta Graphophone Company devient en 1886 la Columbia Records.
Fondateur et premier président de la National Geographic Society (1888-1897), il a créé une importante collection d'eaux-fortes et de gravures qui est donnée par sa veuve à la Bibliothèque du Congrès.
Hubbard fut un mécène important pour les recherches sur la surdité et l'éducation des sourds et fut président pendant dix ans de la Clarke Schools for Hearing and Speech.
En 1897, il contribua à sauver l'Association américaine pour l'avancement des sciences en péril financier en permettant l'achat de Science.

## Œuvres
- The Late Insurrection in Jamaica, 1867
- Union of the Post-office and Telegraph, 1868
- The Proposed Changes in the Telegraphic System, 1873
- The Indian Problem, 1876
- Suez Canal, 1885
- Africa, Its Past and Future, 1889
- The Evolution of Commerce, 1892
- Geographic Progress of Civilization, 1894
- The Story of the Rise of the Oral Method in America as Told in the Writings (avec Mabel Gardiner Hubbard), 1898
- Our Post Office, 1923

## Hommages
- Le mont Hubbard en Alaska à la frontière du Yukon a été nommé en son honneur (1890).
- Le bâtiment principal de la Clarke Schools for Hearing and Speech porte son nom.
- La médaille Hubbard est remise par la National Geographic Society pour récompenser les explorations, découvertes et recherches les plus méritantes.